# JELA
JELA（ジェラ、英語: JELA）は、日本の公益財団法人。1909年に設立された宣教師社団を起源とする。

## 歴史
アメリカ南部一致ルーテル教会の宣教師を中心とする宣教師社団在日本アメリカ南部福音ルーテル教会ユナイテッド・シノッド宣教師社団の名称で発足。民法第34条に基づき文部大臣の認可を得て社団法人として創設された。教育機関や福祉施設の設立・維持支援に取り組んだ。
戦争の激化に伴い、1940年すべての外国人宣教師はそれぞれの母国に帰国。1941年、米国ルーテル教会宣教師社団から日本福音ルーテル社団に改称。役員・社員は米国人から日本人教職信徒に変更され、土地・建物は日本福音ルーテル社団に引き継がれた。
第二次世界大戦の戦災により焼失した教会堂・学校・福祉施設の再建が、当社団を通して米国教会からの莫大な資金供与を得て行われた。
私立学校法・社会福祉事業法・宗教法人法制定により、1951年、学校教育事業・社会福祉事業・宗教布教事業が別法人に移管され、宣教師の活動に関する資産の管理と宣教師布教事業のみを行うこととなった。
外務省からの要望を受け、1990年より国際難民受け入れ事業を開始。1995年、定款改正の認可を得て、青年国際交流奨学金事業・音楽によるターミナルケア奉仕者養成事業・国際困窮児救援事業・国際ボランティア事業等の開発に着手した。2009年には「難民申請者の生活保障のための措置を求める申し入れ」を行った。2013年1月4日より一般社団法人化。2013年4月、日本エキュメニカル協会より「エキュメニカル功労団体」として顕彰された。

### 一般財団法人に転換
2021年9月から一般財団法人に転換した。そのときに、ルーテル教会を母体に生まれた団体であるけれども、教会の枠を超えようという気持ちで、名称を「JELA（ジェラ）」とした。なお、法的に一般社団法人を一般財団法人に組織変更ができないため、2001年5月に設立された一般財団法人日本福音ルーテル財団が、2021年9月に一般財団法人ＪＥＬＡに名称変更するとともに、一般社団法人日本福音ルーテル社団を合併する形で処理している。

### 公益財団法人化
2024年4月1日に内閣府公益認定等委員会の認定を受けて公益財団法人となった。